# Cetopsis parma
Cetopsis parma är en fiskart som beskrevs av Oliveira, Vari och Carl J. Ferraris, Jr. 2001. Cetopsis parma ingår i släktet Cetopsis och familjen Cetopsidae. Inga underarter finns listade i Catalogue of Life.